# Delta Centauri

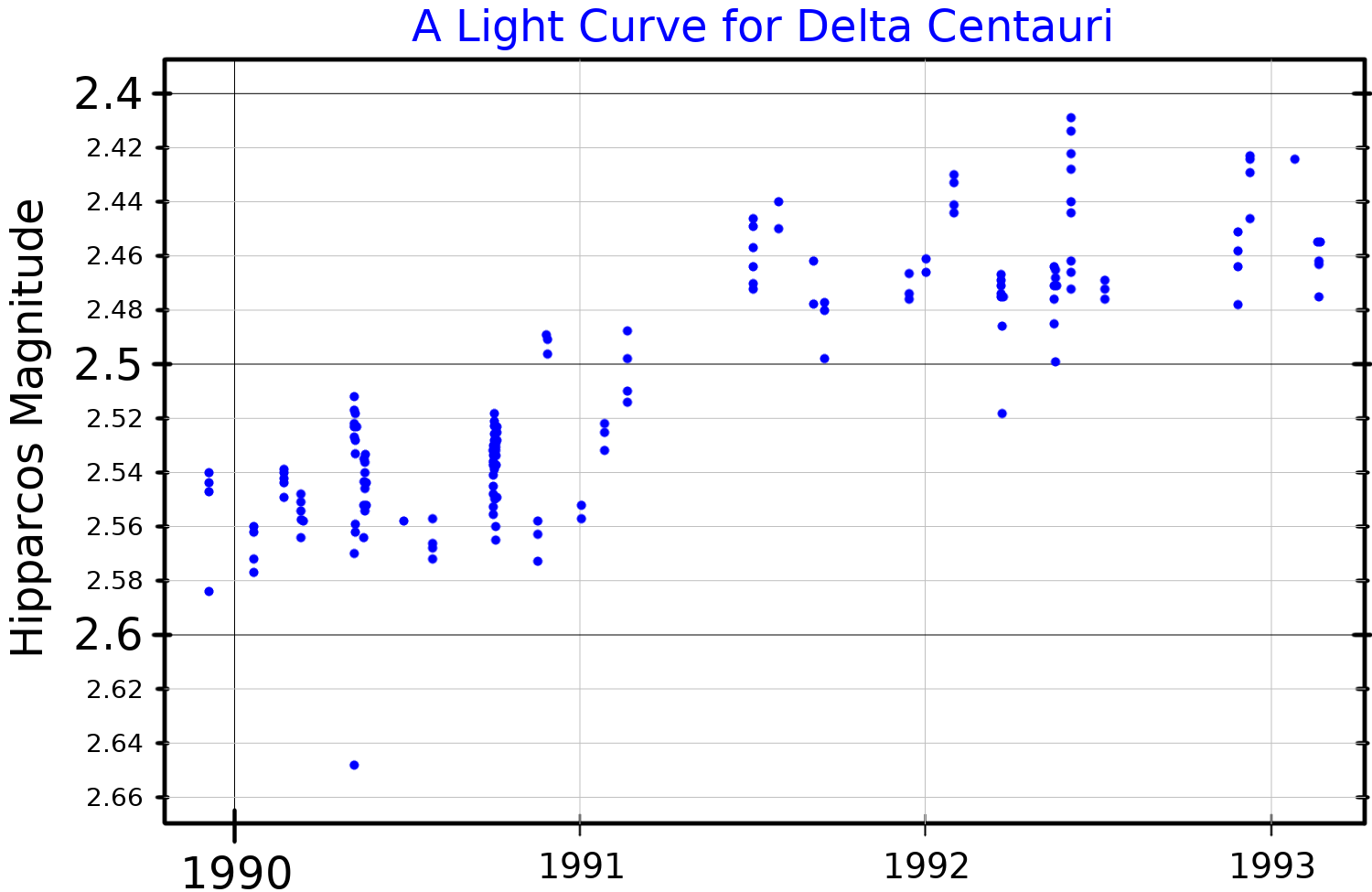
Lichtkromme van Delta Centauri

Delta Centauri is een ster in het sterrenbeeld Centaur. De ster is een subreus en niet te zien vanuit de Benelux.